# Hochkreuz
Hochkreuz är ett berg i Österrike.   Det ligger i distriktet Spittal an der Drau och förbundslandet Kärnten, i den centrala delen av landet, 290 km sydväst om huvudstaden Wien. Toppen på Hochkreuz är 2 709 meter över havet, eller 906 meter över den omgivande terrängen. Bredden vid basen är 15,1 km.
Terrängen runt Hochkreuz är huvudsakligen bergig, men den allra närmaste omgivningen är kuperad. Närmaste större samhälle är Obervellach, 16,6 km nordost om Hochkreuz. 
I omgivningarna runt Hochkreuz växer i huvudsak blandskog. Runt Hochkreuz är det ganska glesbefolkat, med 29 invånare per kvadratkilometer.